# Eden Donatelli
Eden Donatelli, née le 19 juillet 1970 à Mission, est une patineuse de vitesse sur piste courte canadienne.

## Biographie
Aux épreuves de patinage de vitesse sur piste courte aux Jeux olympiques de 1988, elle arrive troisième au relais avec Maryse Perreault, Sylvie Daigle et Susan Auch.
En 1992, malgré d'excellents résultats en compétition, elle n'est sélectionnée qu'en tant que remplaçante pour les Jeux olympiques d'Albertville. L'entraîneur de l'équipe nationale Yves Nadeau est accusé d'avoir voulu constituer une équipe entièrement québécoise malgré les meilleurs résultats de la patineuse par rapport à ses compatriotes, reléguant Donatelli au rang de remplaçante. L'entraîneur de la patineuse affirme qu'elle a été menacée par Nadeau pour éviter qu'elle ne s'exprime publiquement à ce sujet.
Face aux accusations de discrimination par la langue, Yves Nadeau affirme que les qualifications ont été organisées avant les Jeux. Lorsqu'il décide d'organiser des nouvelles sélections pour les Championnats du monde de patinage de vitesse sur piste courte un mois après les Jeux olympiques, Eden Donatelli choisit de les boycotter, de même qu'Annie Perreault qui veut marquer son soutien. Les deux patineuses sont alors exclues de l'équipe nationale des Championnats du monde.